# El Día de Córdoba
El Día de Córdoba es un periódico español editado en la ciudad de Córdoba.

## Historia
Fundado en noviembre de 2000, pertenece al grupo Joly —a su vez dueño del Diario de Cádiz. Nació en un momento en que el histórico diario Córdoba era prácticamente el único periódico de información general que se editaba en la provincia, convirtiéndose en un fuerte competidor del Córdoba. Según la OJD, para el año 2010 El Día de Córdoba tenía una tirada diaria de 2639 ejemplares mientras que la página web alcanzaba un promedio de visitas de 94500 usuarios.